# بيني أوليكسياك
بيني أوليكسياك (ولدت 13 يونيو 2000) هي سباحة كندية متخصصة في السباحة الحرة و فراشة. خلال الألعاب الأوليمبية الصيفية عام 2016 ، أصبحت أول كندية تفوز بأربع ميداليات و أصغر بطلة اولمبية من كندا وذلك بحصولها على ذهبية في 100 متر حرة ذهبية ، فضية في سباق 100 م فراشة ، واثنان برونزية في حرة التتابع (4×100 متر و4×200 م).
قبل سنة واحدة ، أوليكسياك قد فازت بست ميداليات في بطولة العالم للسباحة (الناشئين) فيينا 2015. وهي حاليا حاملة الرقم القياسي في كندا للناشئين في سباق 100 م حرة و100 م فراشة ، في البداية حطمت الرقم في سن 15 لتعود إلى تسجيل رقم جديد في سن 16. هي تشارك سيمون مانويل في الرقم القياسي الاولمبي لسباق 100 متر حرة.

## روابط خارجية
- بيني أوليكسياك على موقع الاتحاد الدولي للسباحة (الإنجليزية)
- بيني أوليكسياك على موقع SwimRankings.net (الإنجليزية)
- بيني أوليكسياك على موقع اللجنة الأولمبية الدولية (الإنجليزية)
- بيني أوليكسياك على موقع أوليمبيديا (الإنجليزية)
- بيني أوليكسياك على موقع اللجنة الأولمبية الكندية (الإنجليزية)